# Episodi di Storia di una famiglia perbene (prima stagione)
La prima stagione della serie televisiva Storia di una famiglia perbene, composta da 4 episodi, è stata trasmessa in prima visione e in prima serata su Canale 5 ogni mercoledì dal 3 al 24 novembre 2021.
| nº | Titolo          | Prima TV         |
| -- | --------------- | ---------------- |
| 1  | Prima puntata   | 3 novembre 2021  |
| 2  | Seconda puntata | 10 novembre 2021 |
| 3  | Terza puntata   | 17 novembre 2021 |
| 4  | Quarta puntata  | 24 novembre 2021 |

## Prima puntata
- Diretto da: Stefano Reali
- Soggetto e sceneggiatura di: Mauro Casiraghi ed Eleonora Fiorini

### Trama
Bari, 1985. Antonio De Santis è un umile e onesto pescatore del capoluogo pugliese. Un giorno il boss Nicola Straziota pretende che trasporti per lui un carico di contrabbando sulla sua imbarcazione ma Antonio butta tutto in mare quando in lontananza vede arrivare la finanza.
I loro figli Michele e Maria inizialmente si incontrano casualmente quando lei, caduta in mare, viene salvata dal ragazzo che la porta a riva e la copre con il giubbotto del fratello. In seguito, dopo il cambio di sezione di Michele, finiscono in classe insieme e la ragazza si mette subito contro il figlio del boss, puntandogli contro il suo stesso coltello.  Poco dopo Maria salva Vincenzo, suo fratello, dalle grinfie di Carlo Straziota, altro figlio di don Nicola, che accusava il ragazzo di avergli rubato il giubbotto il quale, in realtà, era stato dimenticato da Michele in spiaggia dopo aver salvato Maria.
Antonio ordina ai figli di stare lontani dagli Straziota ma Maria finisce per avvicinarsi sempre di più a Michele con cui stringe un patto di sangue: i due si promettono di lasciare presto la Puglia.
Michele viene costretto dal padre a occuparsi del giro di contrabbando come i fratelli e decide così di scappare insieme a Maria verso l'Albania a bordo di un gozzo vendutogli dal pescatore Mariano dietro il pagamento di un orologio prezioso, regalo di don Nicola al figlio. Le famiglie lo vengono a sapere e si mettono sulle loro tracce; i due vengono trovati dai De Santis in mare aperto neanche troppo lontani dalla terraferma poiché avevano finito la benzina navigando controvento e al ritorno vengono messi in punizione dai loro padri.
Per poter affrontare al meglio il liceo, Maria viene mandata a studiare dalle suore all'Istituto Sacre Cuore, anche con la speranza di allontanarla da Michele, dove, tuttavia, non avrà vita facile con le compagne le quali non accettano una ragazza di umili origini, mentre Michele viene costretto dal padre a lavorare con lui senza più avere la possibilità di studiare e di suonare la chitarra, sua passione principale. I due, ormai innamorati, riescono comunque a frequentarsi di nascosto nel tempo libero. Tuttavia Antonio li vede insieme in moto e per questo affronta a muso duro don Nicola. Gli Straziota reagiscono poi bruciando la barca di De Santis.
- Ascolti: telespettatori 3 156 000 – share 17,00%[4].

## Seconda puntata
- Diretto da: Stefano Reali
- Soggetto e sceneggiatura di: Mauro Casiraghi ed Eleonora Fiorini

### Trama
Antonio è disperato per l'incendio alla sua barca e sa bene che sono stati gli Straziota; suo figlio Vincenzo racconta al maresciallo Lorusso di aver visto i due figli del boss in moto con delle taniche di benzina prima del disastro ma ciò non basta a dimostrare la loro colpevolezza.
Michele se la prende con la sua famiglia per ciò che hanno fatto ma il padre gli spiega che quello era l'unico modo per far capire chi comanda.
Maria è costretta a prendere le distanze da Michele e assiste a una dura lite tra il padre e il fratello Vincenzo che viene cacciato di casa perché nullafacente. Il ragazzo, adirato con il padre perché non gli aveva dato la possibilità di raccontare ciò che aveva visto sull'incendio alla barca, viene avvicinato dai figli di Straziota nella officina dove lavora saltuariamente.
Maria è molto portata allo studio ma non ha voti così alti in tutte le materie da poter ottenere la borsa di studio; la dirigente concede ancora un mese di tempo alla famiglia per pagare la retta altrimenti la ragazza verrà espulsa.
Antonio affronta di nuovo Don Nicola ben sapendo che è lui che ha ucciso suo padre anni prima; il boss ribatte dicendo che l'uomo rubava i suoi carichi per poi rivenderli ed è per questo che non ci fu alcuna denuncia da parte di Antonio ovvero per non infangare il nome del padre. Pinuccio e Mariano, due colleghi di Antonio, confermano la versione di Nicola.
Michele vede di nuovo di nascosto Maria e le consegna il suo regalo di Natale: una busta con un'ingente somma di denaro che servirà per saldare la retta. La ragazza inizialmente rifiuta in quanto consapevole della provenienza illecita, salvo poi rifletterci su perché quella cifra, come le ricorda Michele, le può servire per far avverare uno dei suoi sogni, quello possibile. Antonio a Natale va in officina da Vincenzo per riconciliarsi con lui ma i due arrivano di nuovo alle mani a causa della vicenda del nonno; Antonio gli dice di stare attento perché gli Straziota schiacceranno anche lui.
A Natale i membri della famiglia De Santis, escluso Vincenzo, si riuniscono e si fanno una promessa: ognuno lavorerà per poter ricomprare la barca andata distrutta. Inoltre la madre di Antonio regala del denaro a Maria per la retta; i soldi sono in realtà quelli dati da Michele alla ragazza che non sapeva come giustificarne la provenienza. Antonio si insospettisce perché sa bene che la madre non aveva così tanti soldi da parte.
La festa degli Straziota al nuovo locale è sfarzosa ed è invitato anche il maresciallo Lorusso e con l'occasione Nicola regala una moto a Michele.
Salvo Straziota viene beccato da Michele che si drogava e scongiura il fratello di non parlarne al padre. Michele ha ora il coltello dalla parte del manico e può partecipare senza problemi a delle audizioni di canto davanti a Maria.
Carlo Straziota chiede a Vincenzo di portare delle scatole in auto al porto di Santo Spirito; il ragazzo forzerà un posto di blocco e, inseguito dai carabinieri, va a sbattere morendo sul colpo. Il magistrato viene convinto dall'avvocato degli Straziota del fatto che Vincenzo ha agito da solo. Al funerale si presentano Nicola e i figli: Antonio non ci vede più dalla rabbia e, dopo aver tirato un pugno al boss, viene preso a calci da Carlo e Salvo fino all'intervento del maresciallo Lorusso che fa portare Antonio al pronto soccorso. Michele, presentatosi a casa di Maria, le giura di non fare più contrabbando e le promette che si dedicherà solo alla musica per portarla via da lì. Interviene Antonio, di ritorno dall'ospedale, che tira uno schiaffo al ragazzo sebbene lui non abbia a che fare con la morte di Vincenzo.
Teresa è disperata per la morte del figlio e se la prende con Antonio dicendo che non lo perdonerà mai per ciò che è successo.
Maria viene provocata a scuola da una compagna che è la figlia dell'avvocato degli Straziota: le compagne arrivano alle mani e finiscono in presidenza con la madre della ragazza che fa una scenata con la dirigente minacciando di non corrispondere più le ingenti donazioni se Maria non verrà allontanata. La preside, convinta da Antonio a non cacciare Maria dalla scuola, anche per il lutto del fratello, acconsente, pur rimproverando Maria.
Aprile 1986. Maria sembra ora essere rispettata a scuola. La sua amica Agata le dice che suo padre Tony è rimasto colpito dall'audizione di Michele e vorrebbe incontrarlo.
All'indomani del disastro di Chernobyl gli Straziota hanno un summit con l'albanese Kristy Boci e Nicola mette in campo i suoi figli per concludere l'affare; Michele non vuole saperne e pretende che il fratello Salvo lo aiuti con il padre dopo che lo ha scoperto fare sesso con il suo amico.
Michele viene ricevuto da Tony Del Santo che lo esorta a migliorare testo e voce con l'intento di portarlo a Milano dove collabora con Claudio Cecchetto. Il ragazzo vuole portare con sé Maria appena finisce l'anno scolastico. Suo fratello Carlo però lo segue e se la prende con il produttore, dapprima distruggendo il parabrezza della macchina e in seguito aggredendolo fisicamente.
Nicola è deluso sia da Michele che da Salvo il quale ha ammesso di frequentare "Mezzafemmina" pur di non farsi ricattare dal fratello. Pure la madre cerca di far capire a Michele che la musica non lo porterà da nessuna parte. Il ragazzo, però, non demorde e nel frattempo ha rubato altri soldi alla famiglia per poter partite per Milano con Maria la quale, intanto, ha finalmente ottenuto la borsa di studio così da non dover più pagare la retta.
La fuga d'amore viene, però, bloccata sul nascere da don Nicola che obbliga Maria a scrivere una lettera d'addio a Michele, altrimenti avrebbe ucciso Antonio. La ragazza corre, quindi, dal padre, che viene risparmiato dagli Straziota, raccontandogli che ha ottenuto la borsa di studio. Nicola trova il figlio e gli consegna la lettera che a suo dire Maria gli avrebbe lasciato davanti alla porta di casa.
1992. Sono passati sei anni e Maria frequenta ormai il liceo a Bari mentre Michele si occupa dei traffici di famiglia con gli albanesi. Kristy Boci gli chiede di sparare a una mano a un uomo che gli ha rubato della droga.
- Ascolti: telespettatori 3 538 000 – share 17,70%[5].

## Terza puntata
- Diretto da: Stefano Reali
- Soggetto e sceneggiatura di: Mauro Casiraghi ed Eleonora Fiorini

### Trama
Maria fa volontariato in una casa famiglia che sta accogliendo i bambini arrivati dall'Albania, insegnando loro l'italiano e nel frattempo occupa il liceo con i suoi compagni. Michele, invece, tornato dall'estero, deve portare avanti gli affari di famiglia e il negoziato con Kristy, ora che suo padre Nicola è in una clinica per fare la chemioterapia. Il ragazzo, mentre sta facendo footing sulla spiaggia, vede Maria che sta baciando un suo compagno di scuola, Alessandro Zarra, il leader dell'occupazione che viene dal Nord.
Antonio, preoccupato per il ritorno di Michele, fa visita a Nicola in clinica e minaccia di uccidere entrambi se il ragazzo si avvicinerà ancora a Maria; il boss ribatte avvertendo il pescatore.
Gaetano "Mezzafemmina" avvisa Maria del ritorno di Michele e Antonio la trova davanti alla vecchia casa del ragazzo rimproverandola.
Michele viene accompagnato da Maddalena all'incontro con Josef, il figlio di Kristy, rassicurandolo sul proprio operato. Nel bagno del locale Michele incontra per caso Maria che si dice delusa da lui perché è tornato a occuparsi degli affari di famiglia; lui le rinfaccia di non aver perso tempo a dimenticarlo. Subito dopo Josef allunga le mani su Maria e se la prende con Alessandro accorso in sua difesa; interviene, quindi, Michele che stende l'albanese con un pugno e una bottigliata in testa per poi fuggire dal locale con il suo gruppo e quello dell'albanese prima dell'arrivo dei carabinieri.
Maria e i suoi amici vengono trattenuti per tutta la notte in caserma fino all'arrivo del colonnello Zarra, il padre di Alessandro. Maria arriva, quindi, in ritardo al matrimonio del fratello Giuseppe. Nel frattempo Michele è sparito e il padre è furioso con lui; il ragazzo si presenta alla festa accompagnato da Maddalena e si mette a cantare la sua prima canzone ma Antonio lo interrompe cacciandolo malamente.
Il ragazzo non demorde e si reca alla casa famiglia trovando per puro caso il nipote di Kristy. Il boss albanese ha capito che Nicola è malato e vuole interrompere gli affari ma l'arrivo di Michele con l'anello del piccolo Adamat cambia tutto perché il bambino non è annegato in mare come pensava la sua famiglia ma è vivo e vegeto. Grazie a Maria e al professor Gaggiano, Michele fa ricongiungere Adamat con la sua famiglia.
Angelica Straziota si presenta alla bottega dove lavora Teresa per tenderle la mano da madre a madre ma la moglie di De Santis rifiuta schifata e le sputa in faccia.
23 maggio. Mentre Maria è a casa di Alessandro per studiare ha un vivace confronto con suo padre ma l'arrivo della notizia dell'attentato a Giovanni Falcone, interrompe qualsiasi discussione. Michele, intanto, dopo aver già salvato in precedenza da una crisi di astinenza Gaetano "Mezzafemmina", lo lega al letto per cercare di allontanarlo dalla droga e lo affida ad una prostituta sua amica.
A casa Straziota si festeggia perché Kristy, avendo ritrovato suo nipote, ha cambiato idea e continuerà a fare affari con loro ma a Michele questo non sembra interessare.
Gaetano, dopo aver tramortito la sua custode, è riuscito a scappare e viene trovato in fin di vita a causa di una overdose tra gli scogli per la disperazione di sua madre Tinuccia che attacca Michele e tutti gli altri paesani presenti per non averlo aiutato e per aver avuto solo pregiudizi nei suoi confronti.
Michele capisce che Maria è gelosa di Maddalena e che è innamorata ancora di lui, ma lei non vuole ammetterlo e i due finiscono per discutere, tirando fuori l'argomento che riguarda il fatto che lei gli aveva scritto una lettera e l'aveva lasciati partire da solo. Lei ripensa a quel momento e soprattutto al fatto che il padre di Michele l'aveva obbligata a lasciarlo andare e a scrivere quella lettera ma decide di non dirgli la verità perché altrimenti suo padre Antonio sarebbe morto. Maria non rivelerà che il padre di Michele è il vero motivo per cui l'ha lasciato andare, mentre Michele si allontana in sella alla sua moto.
- Ascolti: telespettatori 3 237 000 – share 17,10%[6].

## Quarta puntata
- Diretto da: Stefano Reali
- Soggetto e sceneggiatura di: Mauro Casiraghi ed Eleonora Fiorini

### Trama
Il colonnello Zarra interroga a vuoto Michele e, davanti alla scuola del figlio in occasione dell'orale di maturità, fa la conoscenza dei genitori di Maria, facendogli capire di aver già avuto modo di conoscerla. Quando Maria spiega il motivo del loro primo incontro, suo padre Antonio diventa una furia.
Vengono sequestrati diversi quintali di droga e Michele, che vorrebbe non saperne più niente, viene reclamato sia dal padre che da Kristy. Il ragazzo affronta Alessandro mettendolo in guardia.
Il colonnello Zarra capisce che non può fidarsi del maresciallo Lorusso e lo demansiona, tentando in tutti i modi di incastrare gli Straziota con diverse perquisizioni. Maria prende 60 alla maturità per la soddisfazione dei suoi genitori e Alessandro 48. La madre del ragazzo va alla bottega di Teresa per affidarle dei vestiti e per chiederle se Maria può trascorrere qualche giorno con loro al mare.
Maria avvisa Michele del fatto che i carabinieri hanno arrestato un loro conoscente e ci rimane male quando in casa sua vede Maddalena; una volta scarcerato, intuendo che possa aver collaborato con i carabinieri, gli albanesi lo uccidono e il suo cadavere viene abbandonato nel canale vicino a casa di Michele.
Alla villa al mare Alessandro per scherzo spinge Maria nella piscina non sapendo che non sa nuotare e così si tuffa a salvarla. Nonostante la madre di Paola Casabui tenti di screditare Maria, la madre di Alessandro le regala alcuni suoi vestiti costosi.
Alla festa in villa si presenta Michele per mettere in guardia Maria da possibili ritorsioni degli albanesi. La ragazza lascia la villa dopo aver avuto un duro scontro con la madre di Alessandro al quale dice di amare Michele e non lui. Maria e Michele si ricongiungono poco dopo e fanno l'amore.
Il giorno dopo Maddalena va dai genitori di Michele a dirgli che è sparito dopo avergli raccontato di essere rimasta incinta. Maria racconta a Michele che suo padre l'aveva costretta a scrivergli la lettera d'addio quando aveva 13 anni. Lui per questo ritorna a casa attaccando il padre e ribadendo che vuole tirarsi fuori dagli affari di famiglia. Michele dice a Maddalena che può tenere il bambino perché lui si prenderà le sue responsabilità ma al contempo non può amarla; lei risponde che non è incinta per davvero.
Il colonnello Zarra chiede aiuto ad Antonio per fermare gli Straziota. Maria ribadisce al padre che non sceglierà di nuovo tra lui e Michele come le aveva imposto Nicola prima di consegnarle la famosa lettera. Fuori di casa Maria viene aggredita verbalmente da Maddalena per avergli "rubato" Michele. Subito dopo la ragazza viene sequestrata dagli albanesi e Michele va a riprendersela, promettendo a Kristy che farà l'ultimo affare con lui prima di lasciare Bari.
Maddalena racconta alla madre che ha mentito a Michele dato che è incinta per davvero e le impone di licenziare Teresa. Anche Antonio resta disoccupato dato che Mariano accampa scuse per non uscire più in mare con la barca. Antonio capisce che Mariano è implicato nel carico di droga che sta per arrivare e lo costringe ad aiutarlo a far saltare tutto parlandone con il colonnello Zarra. Michele vuole sdebitarsi con Antonio per ciò che ha subito dalla sua famiglia e gli regala una nuova barca ma il pescatore non gradisce e chiede a Maria di non tornare più a casa se vuole stare con il ragazzo.
Michele parla con Lorusso riguardo all'arrivo della droga e il maresciallo, ravvedutosi, avvisa subito il colonnello Zarra. La retata viene fatta, quindi, in un altro posto; Maria arriva sul posto per il suo Michele il quale si sacrifica per lei venendo colpito da un proiettile sparato dal figlio di Kristy. Il ragazzo cade in acqua e scompare mentre i suoi fratelli e albanesi vengono subito arrestati e anche Angelica viene portata via di casa dopo aver tirato uno schiaffo a Lorusso per averli traditi. Nicola, invece, è riuscito a nascondersi in tempo.
Michele viene tratto in salvo da Antonio nel suo peschereccio che il giovane Straziota gli aveva regalato: Antonio ora si rende conto che Michele è veramente diverso dal resto della famiglia e si propone di farlo curare, dato che ha perso molto sangue. Arriva anche Maria per ricongiungersi a loro, ma nello stesso tempo al porto arriva anche Nicola insieme a Maddalena, e ferisce gravemente Antonio con un'arma da fuoco. Maria riesce a portare sulla riva sia Antonio che Michele. Antonio con un filo di voce ammette le proprie colpe davanti a Maria, sia con lei che con Vincenzo. All'arrivo dei carabinieri col colonnello Zarra, Antonio e Michele vengono portati via per essere soccorsi.
- Ascolti: telespettatori 3 496 000 – share 17,10%[7].